# Suzuya
Il Suzuya (鈴谷?) è stato un incrociatore pesante appartenente alla Marina imperiale giapponese, terza unità della classe Mogami e così chiamato in onore del fiume omonimo che scorre nella ex prefettura di Karafuto. Fu varato dal cantiere di Yokosuka nel novembre 1934 come incrociatore leggero e assunse il suo aspetto definitivo dopo che, nel 1939-1940, fu dotato di cinque torri binate con cannoni da 203 mm.
Appartenente alla 7ª Divisione incrociatori, nel corso degli anni trenta prestò servizio nel teatro di guerra cinese. Con l'inizio delle ostilità sul fronte del Pacifico fu assegnato con le navi sorelle alla 2ª Flotta e scortò diversi convogli militari. Dopo aver partecipato attivamente alla riuscita incursione giapponese nell'Oceano Indiano (prima decade di aprile), tornò in patria e, raddobbato, fece parte della grande armata navale riunita dall'ammiraglio Isoroku Yamamoto per occupare l'atollo di Midway, non avendo che una parte marginale nell'omonima battaglia. Da agosto a dicembre partecipò alla campagna di Guadalcanal, bombardando anche l'aeroporto di Punta Lunga. All'inizio del 1943 lasciò il teatro del Pacifico sud-occidentale, tornò in patria e incrementò la dotazione contraerea, prima di riprendere servizio in compiti di trasporto truppe alle basi nipponiche d'oltreoceano. Nel novembre 1943 fu distaccato a Rabaul con altri incrociatori pesanti per schiacciare la testa di ponte statunitense a Bougainville; unico rimasto indenne durante la distruttiva incursione del 5, scortò alla base aeronavale di Truk il danneggiato Mogami, quindi si riunì al Kumano e completò un trasporto di fanteria a Kavieng.
All'inizio del 1944 la 7ª Divisione fu riorganizzata con l'aggiunta degli incrociatori pesanti Tone e Chikuma, ma per vari mesi non partecipò più ai combattimenti: evacuata Truk, divenuta troppo esposta, il Suzuya si trasferì alle isole Lingga (vicino a Singapore) dove attese a continue esercitazioni. A metà giugno salpò con il resto della 1ª Flotta mobile e fu presente alla battaglia del Mare delle Filippine, senza però incidere sugli eventi; rientrò in patria e aumentò ancora la contraerea di bordo prima di tornare a sud. Mobilitato con il resto della 2ª Flotta per la battaglia del Golfo di Leyte, combatté nello scontro al largo dell'Isola di Samar e, rimasto danneggiato da due bombe cadute molto vicino allo scafo, fu annientato dall'esplosione dei siluri e delle munizioni che aveva a bordo: affondò all'inizio del pomeriggio del 25 ottobre con gravi perdite tra l'equipaggio.

## Caratteristiche
Il Suzuya formava con i gemelli Mogami, Mikuma e Kumano la classe Mogami, derivata da un progetto che la stipula del trattato navale di Londra, nell'aprile 1930, aveva costretto a mettere da parte. Pensata inizialmente come gruppo di incrociatori leggeri, prevedeva sei esemplari da 8 630 tonnellate, dotati di quindici cannoni da 155 mm in cinque torri trinate, dodici tubi lanciasiluri da 610 mm e capaci di 37 nodi di velocità. Inoltre lo stato maggiore generale impose di concepire le navi perché fosse possibile, in futuro, rimuovere le torri originarie per imbarcarne altre con pezzi da 203 mm. Sin da subito si comprese che le specifiche erano esagerate e già nel 1931 fu preventivato un dislocamento di 9 650 tonnellate: allo scopo di contenere il peso (obiettivo del tutto mancato), fu introdotta massicciamente la saldatura e la struttura portante dello scafo fu ridotta in maniera drastica.
Il Suzuya presentava una lunghezza alla linea di galleggiamento di 197 metri (201,50 fuori tutto), una larghezza massima di 18 metri e un pescaggio di 5,50 metri. Il dislocamento a pieno carico durante le prove in mare fu calcolato in 10 993/11 200/11 529. L'unità era gestita da un equipaggio di 860 tra ufficiali, sottufficiali e marinai. L'armamento principale comprendeva quindici cannoni Type 3 da 155 mm lunghi 60 calibri (L/60) suddivisi in cinque torri, disposte due a poppa sovrapposte e tre a prua: di queste, la centrale era la più bassa e poteva sparare solo in bordata. Sul primo ponte (nella sezione compresa tra le torri poppiere e l'imponente fumaiolo, altra peculiarità della classe) furono ricavate quattro camere – due per murata – dove furono posti altrettanti impianti trinati di lanciasiluri da 610 mm brandeggiabili, equipaggiati con un sistema di ricarica rapida. Numerosa era la dotazione contraerea, con quattro impianti binati in torri corazzate ospitanti pezzi Type 89 da 127 mm L/40, quattro installazioni doppie di cannoni Type 96 da 25 mm L/60 e due doppie di mitragliatrici pesanti Type 93 da 13,2 mm. Sul ponte di poppa, infine, si trovavano due catapulte e due hangar per il ricovero di quattro idrovolanti da ricognizione.
L'apparato motore era costituito da dieci caldaie Kanpon che alimentavano quattro turbine a ingranaggi a vapore, a ciascuna delle quali era vincolato un albero motore con elica; era erogata una potenza totale di 152 000 shp e la velocità massima toccava i 37 nodi. La riserva di carburante arrivava a 2 389 tonnellate di olio combustibile, permettendo un'autonomia pari a 7 500 miglia alla velocità di 14 nodi. La corazzatura aveva rinunciato alle linee curve delle precedenti classi e presentava uno spessore di 100 mm alla cintura (65 mm per la parte sommersa), cui erano solidali controcarene spesse 65 mm (25 mm nella fascia inferiore, dove si trovava lo scafo a doppio fondo); cintura e controcarene arrivavano a 140 mm in corrispondenza delle riservette. Le paratie stagne trasversali allo scafo erano spesse 105 mm, attorno alle macchine di governo 100 e 35 mm; il ponte di coperta era spesso 60 (zone orizzontali) o 35 mm (aree inclinate), il primo ponte 40 mm, torri d'artiglieria e barbette 25 mm. La torre di comando era racchiusa in un guscio spesso 100 mm, dimezzato per il tetto.

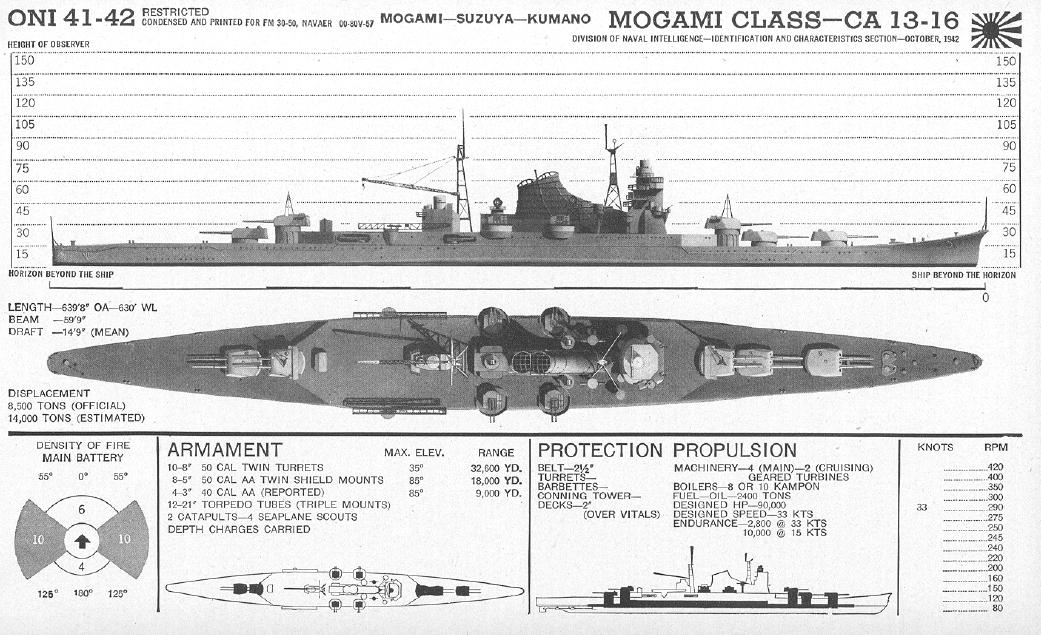
Pianta e profilo della classe, editi dall'Office of Naval Intelligence della United States Navy

Già in fase di completamento il Suzuya e il resto della classe cominciarono a essere modificati: dopo l'incidente occorso alla torpediniera Tomozuru (il 12 marzo 1934 si rovesciò durante una tempesta, a causa del baricentro troppo alto e del rapporto negativo tra larghezza e dislocamento), gli hangar furono eliminati e gli idrovolanti ridotti a tre, la torre di comando, le sovrastrutture di prua e l'albero di trinchetto ridimensionati. Inoltre il Suzuya e il Kumano furono privati di due caldaie Kanpon, senza che questo influisse sulla velocità, e ne fu moderata la distanza interna tra i ponti. Nell'estate-autunno del 1935 le prove di tiro del Mogami e del Mikuma e il cosiddetto incidente della 4ª Flotta, sorpresa da un violento tifone durante un'esercitazione tra Hokkaidō e le isole Curili che provocò danni anche molto gravi su numerose navi, resero evidente che i Mogami erano strutturalmente troppo fragili. Il Suzuya perciò, che doveva intraprendere la messa a punto finale, fu subito rimesso in cantiere per un'accurata ricostruzione, che durò dall'inizio del 1936 all'ottobre 1937: quasi tutte le giunzioni saldate furono rimpiazzate con i più tradizionali rivetti, le paratie trasversali furono irrobustite, furono aggiunte controcarene più larghe su quelle originarie, le sovrastrutture furono ulteriormente abbassate e la riserva di siluri fu ridotta ad appena sei ordigni. A lavori terminati il dislocamento era salito a 13 230 tonnellate a pieno carico, il pescaggio a 5,90 metri e la larghezza a 19,20 metri, a detrimento della velocità massima (35 nodi).
Dopo la denuncia del trattato del 1930 e il rifiuto del suo rinnovo, si poté procedere tra il 1939 e la primavera 1940 alla sostituzione delle artiglierie principali con cinque torri binate, ospitanti dieci cannoni Type 3 numero 2 da 203 mm L/50: il Suzuya fu così riclassificato incrociatore pesante, incrementò il suo dislocamento a 13 668 tonnellate e la larghezza dello scafo a 20,20 metri. Durante quest'intervento furono inoltre introdotti i siluri Type 93 da 610 mm nei lanciatori (con scorta di dodici armi) e rimpiazzate le catapulte con modelli recenti più capaci.

## Servizio operativo

### Costruzione e primi anni

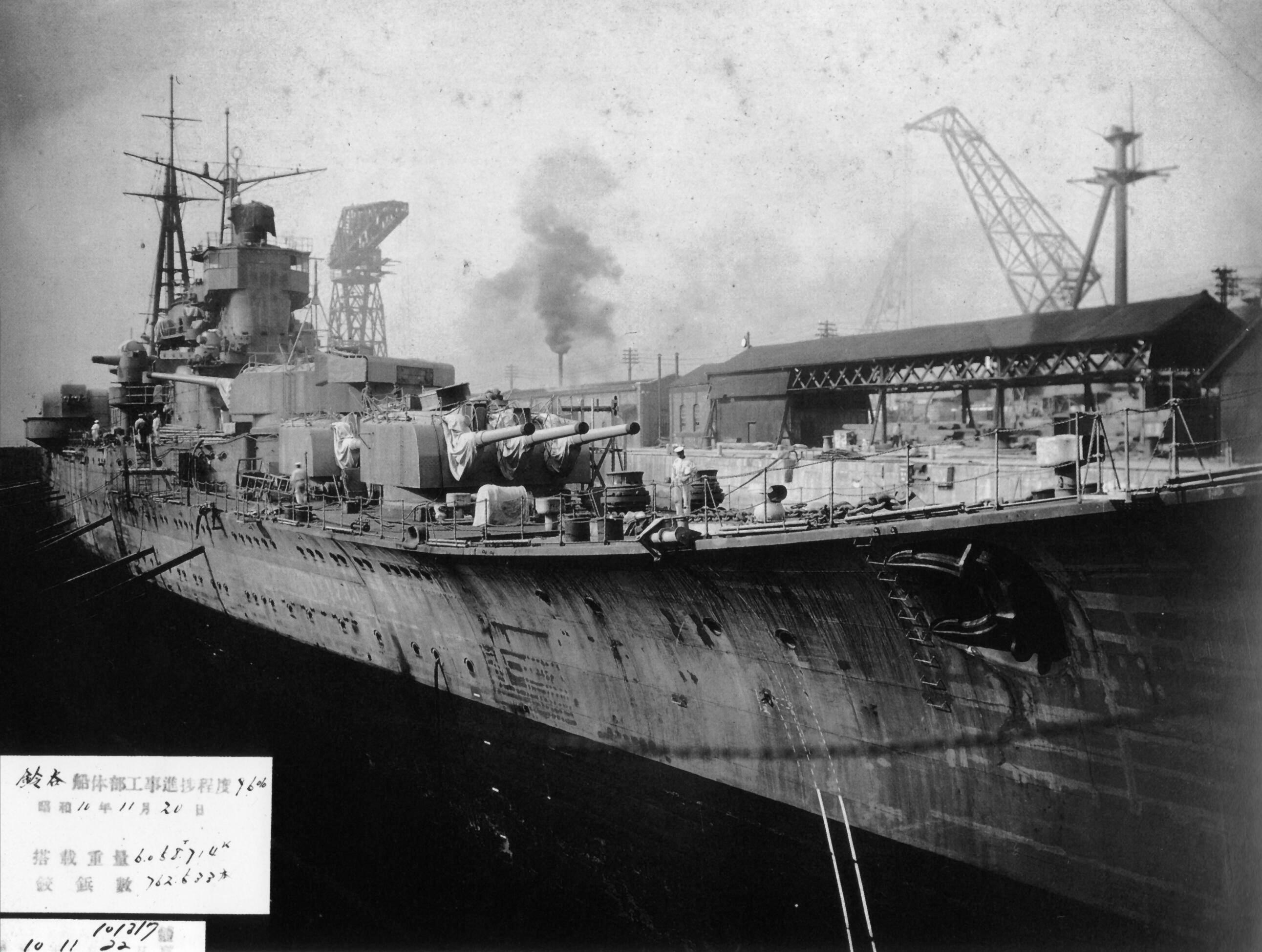
Il Suzuya in allestimento all'arsenale di Yokosuka: da notare le torri prodiere con i cannoni da 155 mm

L'incrociatore leggero Suzuya fu ordinato nell'anno fiscale edito dal governo giapponese nel 1931. La sua chiglia fu impostata nel cantiere navale di Yokosuka l'11 dicembre 1933 e il varo avvenne il 20 novembre 1934; completato il 1º gennaio 1936, fu subito richiamato agli arsenali per la radicale ricostruzione. L'immisione ufficiale in servizio avvenne perciò il 31 ottobre 1937.
Non appena iscritto nei registri della Marina imperiale giapponese, fu unito con il Mogami, il Mikuma e il Kumano nella 7ª Divisione incrociatori, spendendo il successivo anno in operazioni di pattugliamento e appoggio lungo le coste della Cina; fermo in porto in vista del potenziamento dell'artiglieria principale, il Suzuya si riunì ai gemelli nella 7ª Divisione il 1º maggio 1940. Dopo altri mesi di azioni nel Mar Cinese Orientale, fu inviato nelle acque dell'Indocina francese allo scopo di fare pressione sul locale governo coloniale e favorire la mediazione nipponica nella guerra franco-thailandese, tornando in patria in febbraio. Tra il 1937 e il 1940 il Suzuya fu al comando dei seguenti capitani di vascello: Yaichirō Shibata (1º dicembre 1937-15 novembre 1938), Kyūji Kubo (15 novembre 1938-15 novembre 1939), il quale dal 20 luglio fu anche comandante nominale del Mikuma, Gihachi Takayanagi (15 novembre 1939-15 ottobre 1940) e Masatomi Kimura.

### 1941-1942
Il 16 luglio 1941 la 7ª Divisione al completo, capitanata dal contrammiraglio Takeo Kurita issante le sue insegne sul Kumano, salpò da Kure, raggiunse il 22 Samah (Hainan) e fornì copertura a distanza all'occupazione giapponese dell'Indocina; attese dunque l'arrivo di un convoglio carico di truppe e lo scortò sino a Saigon assieme all'incrociatore pesante Ashigara e alla 2ª Divisione portaerei (Soryu, Hiryu): arrivato il 30, il Suzuya ripartì il giorno dopo con i gemelli e si fermò dal 7 al 19 agosto nella baia di Sukomo in Giappone, prima di procedere per Kure dove, il 15 settembre, passò agli ordini del capitano di vascello Akira Sone. Il 20 novembre il Suzuya fu trasferito con il resto della divisione alle dipendenze della 4ª Flotta del viceammiraglio Shigeyoshi Inoue: salpò subito alla volta di Samah, seguito anche dall'incrociatore pesante Chokai ma non dal Kumano, che si accodò il 23. Una volta riunitasi, il 2 dicembre la divisione fu posta sul piede di guerra e il 4 salpò inquadrata nel gruppo navale del viceammiraglio Jisaburō Ozawa, comprendente inoltre il Chokai, l'incrociatore leggero Yura e i cacciatorpediniere Fubuki, Shirakumo, Ayanami, Isonami, Shikinami, Shirayuki, Murakumo e Hatsuyuki. L'8 dicembre il Suzuya coprì gli sbarchi nipponici a Singora, Patani e Kota Bharu. Il giorno seguente si preparò a combattere contro la Forza Z britannica, localizzata prima dal sommergibile I-65 e poi da un suo idrovolante: rimasto a corto di carburante, il velivolo ammarò in mare e l'equipaggio fu recuperato a sera. Il 10 dicembre, comunque, la formazione nemica fu respinta con gravi perdite dall'11ª Flotta aerea e la divisione fu dirottata alla baia di Cam Ranh. Il 13 il Suzuya salpò assieme al Kumano per vigilare sugli sbarchi a Miri, nel Borneo britannico settentrionale, avvenuti facilmente il 16; rientrato alla baia il 27 dicembre, tra il 5 e il 10 gennaio 1942 fu impegnato con il gemello nella difesa di vari convogli in transito. Il 16 gennaio 1942, accompagnati dagli incrociatori Chokai, Yura, Sendai e vari cacciatorpediniere, il Suzuya e le unità sorelle effettuarono una sortita contro forze navali nemiche, che però non furono localizzate. Il 19 salpò nuovamente e, con il Kumano e i cacciatorpediniere Ayanami e Isonami coprì l'approdo di truppe imperiali alle isole Anambas; occupate con facilità, il Suzuya fu inviato a nord-ovest, si unì allo Yura e collaborò a supportare le operazioni anfibie presso Endau, sulla costa malese. Il 30 rientrò a Cam Ranh con il Kumano e i due cacciatorpediniere. Il 10 febbraio salpò con il resto della divisione e il Chokai di scorta a un convoglio di venticinque cargo, che tre giorni dopo effettuò un riuscito sbarco a Palembang e sull'isola di Bangka: in questa occasione gli incrociatori sfuggirono alla caccia del sommergibile USS Searaven, allertato da un messaggio Ultra. La 7ª Divisione si riunì dunque in mare e si portò alle Anambas il 17 febbraio, ove si procedette al rifornimento di carburante e munizioni; la settimana successiva gli incrociatori salparono, assegnati al gruppo occidentale per l'invasione di Giava, ma il Suzuya e il Kumano furono subito dirottati per difendere gli sbarchi a Indramayu.

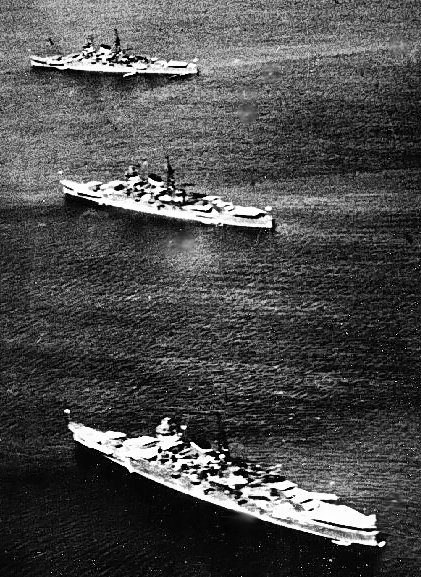
Il Kumano, il Mikuma e sullo sfondo il Suzuya della 7ª Divisione incrociatori, ripresi in una baia del Giappone prima della guerra

Il 4 marzo la 7ª Divisione al completo lasciò le acque di Giava e si portò alla base navale di Singapore, dove attese il Chokai prima di intraprendere, il 12, la copertura agli sbarchi nella Sumatra settentrionale. Rientrati a Singapore, il Mogami e gli altri quattro incrociatori ne ripartirono il 20 alla volta di Mergui (Birmania), ove si riunì la 1ª Flotta aerea del viceammiraglio Chūichi Nagumo e una parte della 2ª Flotta del viceammiraglio Nobutake Kondō per condurre vaste operazioni nell'Oceano Indiano. Il 1º aprile salpò inquadrato nella squadra del viceammiraglio Ozawa, che riuniva anche il Chokai, lo Yura, la portaerei leggera Ryujo e quattro cacciatorpediniere, incaricata di attaccare il traffico mercantile nel Golfo del Bengala: il 5 aprile il Suzuya, il Kumano e lo Shirakumo furono costituiti in gruppo autonomo sotto il contrammiraglio Kurita, che nel corso della giornata sorprese un convoglio e affondò un piroscafo statunitense, quattro fregate e una nave da carico britannici. L'11 aprile, dopo aver distrutto oltre venti unità mercantili, la squadra di Ozawa fece il suo ingresso a Singapore e da qui il Suzuya con la divisione d'appartenenza salpò con destinazione Kure, ove gettò le àncore il 22 e Kurita fu promosso viceammiraglio. Dal 4 al 12 maggio rimase in bacino di carenaggio per revisione e pulizia dello scafo, poi dal 15 al 18 completò un'esercitazione con le navi da battaglia Yamato, Nagato e Mutsu nella rada di Hashirajima. Il 22 l'intera 7ª Divisione partì e arrivò quattro giorni dopo a Guam, dove si stava concentrando la 2ª Flotta (cui apparteneva) per formare un solido schermo al convoglio d'invasione per l'atollo di Midway, guidato dal contrammiraglio Raizō Tanaka e forte di dodici trasporti con 5 000 uomini. Nel dettaglio, il Suzuya fu affiancato al gruppo di supporto ravvicinato, che doveva sostenere con il proprio tiro lo sbarco. L'operazione ebbe inizio il 28 maggio e portò il 4 giugno alla battaglia delle Midway, segnata quasi subito dalla distruzione di tre portaerei della 1ª Flotta aerea; nel pomeriggio perciò l'ammiraglio Isoroku Yamamoto, in un tentativo estremo di neutralizzare le pericolose forze aeree statunitensi basate sull'atollo, ordinò di condurre un bombardamento notturno: Kondō inviò la 7ª Divisione e i cacciatorpediniere Arashio e Asashio che, vista la grande distanza dall'obiettivo, si lanciarono ad alta velocità a nord-est; poco dopo la mezzanotte, comunque, il Suzuya e il resto della divisione ricevettero ordine di tornare indietro e, durante la navigazione, un'improvvisa manovra ordinata da Kurita per evitare il sommergibile USS Tambor portò a una collisione tra il Mogami e il Mikuma. Kurita ebbe poco dopo ordini di lasciare le due unità danneggiate con i cacciatorpediniere (il Mikuma fu poi affondato da ripetuti attacchi aerei) e di riunirsi alla 2ª Flotta. Raggiunta la base aeronavale di Truk il 13, il Suzuya e il Kumano fecero rotta per Kure accompagnati dai cacciatorpediniere Arare e Kasumi: giunsero a destinazione il 23, dove passarono al comando del contrammiraglio Shōji Nishimura. Il 14 luglio la 7ª Divisione, ridotta al Suzuya e al Kumano, fu trasferita dalla 2ª Flotta alla 3ª Flotta, erede della disciolta 1ª Flotta aerea.
Il 17 luglio il Suzuya e il gemello lasciarono Hashirajima e fecero tappa a Singapore, dove si unirono a numerose altre unità prima di preocedere il 28 per Mergui, base per condurre una seconda incursione nell'Oceano Indiano: arrivati il 30 dopo essere sfuggiti al sommergibile Hr. Ms. O-23, il 7 agosto i due incrociatori furono urgentemente richiamati sul fronte del Pacifico meridionale in seguito all'improvviso sbarco statunitense su Guadalcanal. Dopo una sosta di due giorni a Balikpapan per rifornimento, il Suzuya e il Kumano si riunirono il 23 in alto mare, non lontano da Truk, alla 3ª Flotta: assieme alle forze da battaglia della 2ª Flotta, essa doveva distruggere le portaerei statunitensi e consentire l'approdo sicuro a un convoglio salpato da Rabaul, piazzaforte dalla quale avrebbe dato sostegno l'8ª Flotta del viceammiraglio Gun'ichi Mikawa. Nei giorni seguenti si svolse la battaglia delle Salomone Orientali, risoltasi in una sconfitta tattico-strategica per i giapponesi che persero anche la portaerei Ryujo. Rientrato il 5 settembre a Truk, il Suzuya e il Kumano rimasero in mare dal 9 al 23, in una serie di manovre a nord delle isole Salomone compiute dalla squadra di portaerei, dalle corazzate Hiei e Kirishima e dalla 10ª Squadriglia cacciatorpediniere: fu anche attaccato, senza essere colpito, da dieci bombardieri Boeing B-17 Flying Fortress decollati da Espiritu Santo. L'11 ottobre la 7ª Divisione salpò da Truk assieme alle portaerei e a una scorta di cacciatorpediniere, fece rifornimento in mare e le protesse nel corso dell'incerta battaglia delle isole Santa Cruz, conclusa con la distruzione della portaerei USS Hornet e pesanti perdite tra i piloti nipponici. Tornato a Truk il 30, il Suzuya ne ripartì già il 3 assieme all'incrociatore pesante Maya e arrivò il 5 alle isole Shortland, dove già si trovava l'incrociatore leggero Tenryu e i cacciatorpediniere Kazagumo, Michishio, Yugumo, Makigumo. Questa squadra, affidata al contrammiraglio Nishimura, salpò il 13 con la scorta di parte dell'8ª Flotta (Chokai, Kinugasa, Isuzu, due cacciatorpediniere) e nelle prime ore del 14 bombardò Henderson Field. Allo scopo di facilitare il tiro, il Suzuya lanciò alcuni idrovolanti che spararono razzi illuminanti al magnesio; alle 02:00 la missione fu interrotta dopo l'audace attacco di due motosiluranti e nel pomeriggio il Suzuya rientrò alle Shortland. Il 18 si spostò all'ancoraggio di Kavieng, dove il 24 il comandante Kimura, divenuto contrammiraglio all'inizio del mese, divenne capo della 3ª Squadriglia cacciatorpediniere e fu rimpiazzato dal capitano di vascello Takeji Ono. Il Suzuya navigò quindi sino a Rabaul (5 dicembre), partì il 12 assieme al Kumano in una missione di trasporto truppe per Lorengau (isole dell'Ammiragliato). Il giorno successivo i due incrociatori rientrarono a Kavieng e vi rimasero ormeggiati per le settimane seguenti.

### 1943

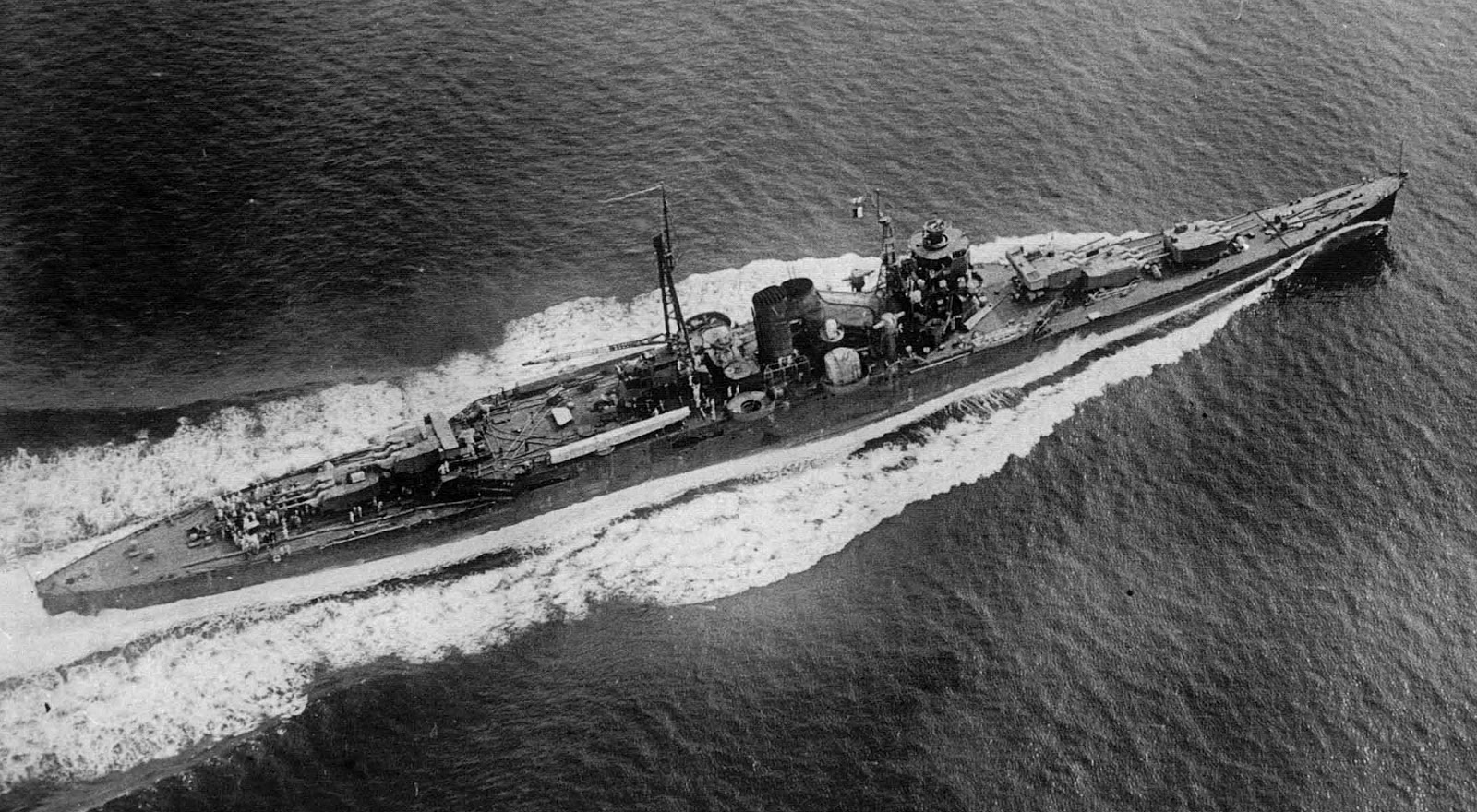
Un'immagine d'anteguerra del Suzuya: la prospettiva aerea consente di apprezzare la disposizione della artiglierie, delle catapulte a poppavia e, a mezzanave, un impianto contraereo con pezzi da 127 mm. La modesta larghezza dello scafo, qui evidente, fu tra le cause di una radicale ricostruzione dell'unità.

Il 4 gennaio 1943 il Suzuya salpò e raggiunse il 6 Truk, quindi ripartì il giorno seguente con la nave da battaglia Mutsu, la portaerei Zuikaku e i cacciatorpediniere Inazuma, Ariake, Isonami; dopo una tappa a Saipan (ove si aggregò anche lo Amagiri), il 12 gennaio le navi si fermarono a Kure; il Suzuya fu subito posto in bacino di carenaggio e revisionato. Il 5 febbraio poté nuovamente prendere il mare e cinque giorni più tardi giunse a Truk: si riunì al Kumano e il 24 marzo le due unità tornarono indietro a Kure per un secondo ciclo di raddobbo e riequipaggiamento: il Suzuya, infatti, aggiunse quattro impianti trinati di cannoni Type 96 da 25 mm e un radar Type 21 per la localizzazione di bersagli sia aerei, sia navali; infine furono sbarcate le quattro mitragliatrici Type 93. Il 15 aprile fu rimesso in acqua e iniziò un periodo di esercitazioni nel Mare interno di Seto, sempre affiancato dal gemello. Il 20 maggio, da Tokuyama dove si trovavano, il Suzuya, il Kumano e il Mogami (trasformato in "incrociatore-portaerei") si spostarono alla baia di Tokyo in vista di un massiccio intervento di superficie nelle isole Aleutine, investite dalla controffensiva statunitense: la resa di Attu il 30 maggio, però, fece sfumare i propositi nipponici e il 2 giugno il Suzuya tornò a Hashirajima. L'11 la 7ª Divisione si spostò a Yokosuka, imbarcò truppe e il 16 salpò inquadrata in una formazione che comprendeva le due corazzate Kongo, Haruna, le portaerei Ryuho, Unyo, Chuyo e sette cacciatorpediniere; sfuggì a due attacchi di sommergibili e arrivò indenne a Truk il 21. Qui il Suzuya e il Kumano furono affiancati dal cacciatorpediniere Niizuki per la tratta finale del viaggio a Rabaul (25 giugno), dove la fanteria fu fatta sbarcare; il Suzuya tornò immediatamente a Truk, poi ordini nuovi lo ridestinarono a Rabaul, ove gettò le àncore il 9 luglio. Da qui salpò il 18 luglio assieme al Chokai, all'incrociatore leggero Sendai e quattro cacciatorpediniere per difendere una missione di rifornimento a Kolombangara: a dispetto di un attacco condotto da aerosiluranti Grumman TBF Avenger dell'AirSols, il carico giunse a destinazione e nessuna unità fu colpita. Dal 21 luglio alla prima metà di ottobre il Suzuya rimase ancorato nella rada di Rabaul e il 7 settembre passò agli ordini del capitano di vascello Yuji Takahashi.
Il 5-6 ottobre la Task force 58 effettuò un pesante raid sull'Isola di Wake e su alcune delle Marshall: ubbidendo alle direttive dell'ammiraglio Mineichi Kōga, comandante in capo della Flotta Combinata, il Suzuya partì rapidamente e il 10 si fermò a Truk, dove già si trovava il grosso delle forze da battaglia. Sulla scorta di intercettazioni radio che suggerivano un secondo attacco aeronavale nemico con le stesse modalità, Kōga prese il mare il 17 con una potente formazione, che oltre alla 7ª Divisione incrociatori contava anche le portaerei Shokaku, Zuikaku, Zuiho, le corazzate Yamato, Musashi, Nagato, Kongo, Haruna, la 4ª Divisione (Atago, Takao, Maya, Chokai) e l'8ª Divisione incrociatori (Tone, Chikuma) e una folta schiera di cacciatorpediniere. Le navi giapponesi, comunque, attesero invano a sud dell'isola e il 26 tornarono alla rada atollina. Il 3 il Suzuya si accodò al Mogami, al Chikuma e alla 4ª Divisione, costituenti una squadra destinata a rinforzare l'8ª Flotta a Rabaul, la quale aveva subito una sconfitta nella notte tra il 1º e il 2 e non era riuscita a eliminare la testa di ponte che la squadra del viceammiraglio William Halsey aveva stabilito su Bougainville. Il gruppo di incrociatori arrivò la mattina presto del 5 nella rada e si ormeggiò, ma lo spostamento era stato localizzato da ricognitori statunitensi e Halsey aveva ottenuto dall'ammiraglio Chester Nimitz che le portaerei USS Saratoga e USS Princeton gli fossero temporaneamente affidate, allo scopo di colpire subito le unità nipponiche. Alle 09:00 del 5 fece dunque partire un'ondata di 97 velivoli, che giunse alle 11:15 su Rabaul ed eseguì un riuscito attacco: solo il Suzuya rimase indenne e, il giorno seguente, salpò per assistere il Mogami incendiato da una bomba. Arrivati a Truk, i due incrociatori si divisero, dacché il Mogami fu sottoposto per oltre un mese a riparazioni d'emergenza, mentre il Suzuya partì il 24 novembre assieme alla 2ª Squadriglia (incrociatore Noshiro e cacciatorpediniere Hatsuzuki, Suzutsuki, Fujinami, Hamakaze) e ai cacciatorpediniere Yamagumo, Maikaze, Nowaki. La sortita, effettuata in risposta al massiccio attacco statunitense alle isole Gilbert, avvenne troppo tardi e, dopo alcune tappe alle isole Marshall, il 5 dicembre la squadra già rientrava a Truk. L'incrociatore intraprese il 26 una missione trasporto truppe per Kavieng assieme al Kumano, che però fu annullata dopo che un velivolo avversario li ebbe localizzati; ritentata il 29, la missione ebbe successo.

### 1944 e l'affondamento
Il 1º gennaio 1944 il Suzuya e il Kumano rientrarono a Truk, dove l'8ª Divisione incrociatori fu disattivata e il Tone e il Chikuma confluirono nella 7ª Divisione. Il 1º febbraio, al seguito della 2ª e 3ª Flotta, essa abbandonò la grande base, troppo esposta in seguito all'investimento delle Marshall occidentali da parte della Quinta Flotta statunitense: giunta alle isole Palau, proseguì dal 16 verso Singapore. Sgusciati tra vari sommergibili americani, il 21 il Suzuya e i gregari arrivarono alle isole Lingga, nuovo ancoraggio delle squadre da battaglia giapponesi, attorno al quale presero parte a simulazioni di battaglie ed esercitazioni nei mesi successivi. Nel corso di questo periodo la 7ª Divisione passò al comando del viceammiraglio Kazutaka Shiraishi e le due flotte furono riorganizzate nella cosiddetta 1ª Flotta mobile (Dai-Ichi Kidō Kantai) del viceammiraglio Ozawa, una formazione più elastica a imitazione delle Task force statunitensi. Il Suzuya fu poi dotato di otto ulteriori cannoni contraerei Type 96 da 25 mm in postazioni singole. L'11 maggio seguì lo spostamento dello scaglione comandato dal viceammiraglio Kurita a Tawi Tawi, proseguì con il Kumano sino a Tarakan, ove il 17 completò il rifornimento di carburante. Circa un mese più tardi scattò l'operazione statunitense Forager, l'invasione delle isole Marianne meridionali con larga copia di mezzi da sbarco e navi da guerra; il successore dell'ammiraglio Kōga, Soemu Toyoda, ordinò alla 1ª Flotta mobile di opporsi ed essa salpò il 13 giugno, venendo avvistata in breve da un sommergibile. Dopo un rifornimento a Guimaras, fece rotta per il Mare delle Filippine e il 17 avvenne un secondo rifornimento in mare, che coinvolse anche il Suzuya; quindi la flotta si portò a ovest dell'arcipelago attaccato e il 19-20 giugno combatté la rovinosa battaglia del Mare delle Filippine, terminata con la perdita delle portaerei Shokaku, Taiho e Hiyo. Il 22 il Suzuya si fermò con il resto della squadra all'Isola di Okinawa, il 24 fece tappa alla baia di Hashirajima e il giorno seguente si fermò a Kure per un rafforzamento delle dotazioni di bordo: imbarcò quattro installazioni trinate di cannoni Type 96 e dieci altri pezzi da 25 mm su supporti individuali; inoltre in cima alle sovrastrutture furono sistemati un radar Type 22 e un radar Type 13, che permisero finalmente un controllo centralizzato del tiro contraereo.

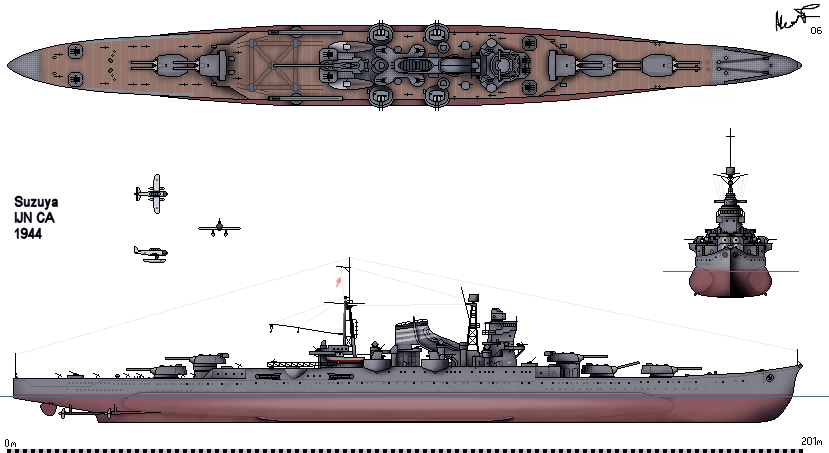
Rappresentazione del Suzuya (pianta aerea, profilo e vista di prua) dopo l'ultimo intervento dell'estate 1944

L'8 luglio la 7ª Divisione al completo, assieme alla 1ª Divisione corazzate (Yamato, Musashi), alla 4ª Divisione incrociatori e all'incrociatore Noshiro conducente la 2ª Squadriglia cacciatorpediniere, salpò da Kure con un importante carico di uomini, vettovaglie e munizioni: dopo una breve sosta a Okinawa il 10, arrivò senza problemi a Singapore il 16 luglio e trasferì a terra rinforzi e rifornimenti. Il giorno seguente il Suzuya e il resto della formazione si fermarono alle isole Lingga. Qui, il 5 settembre, il comandante Takahashi fu rimpiazzato dal capitano di vascello Masao Teraoka. Il 18 ottobre la Flotta mobile fece rotta per le Filippine secondo le direttive del piano Shō-Gō 1, un complesso contrattacco navale all'invasione statunitense dell'isola di Leyte e quindi alla minaccia gravante sull'arcipelago. La forza di portaerei, al diretto comando del viceammiraglio Ozawa, avrebbe attirato verso nord la potente Terza Flotta statunitense e lasciato campo libero alla 2ª Flotta (viceammiraglio Kurita) e alla 5ª Flotta (viceammiraglio Kiyohide Shima), provenienti rispettivamente dallo Stretto di San Bernardino e dallo Stretto di Surigao. Il Suzuya, con gli incrociatori gregari, fu assegnato alla prima squadra e sopravvisse senza danni alla traversata del Mare di Sibuyan, effettuata il 24 ottobre sotto l'imperversare dei velivoli della Terza Flotta americana. La mattina presto del 25 Kurita, disceso dallo stretto, s'imbatté nel Task group 77.4 (formato da portaerei di scorta e naviglio leggero) al largo dell'Isola di Samar e ingaggiò una battaglia estremamente confusa: le unità giapponesi dovettero affrontare i coraggiosi attacchi di cacciatorpediniere e cacciatorpediniere di scorta statunitensi, oltre a guardarsi dai disordinati ma continui assalti di velivoli imbarcati; infatti, già prima delle 07:30, il Suzuya fu mancato di poco da una bomba sganciata da un Avenger che divelse l'albero esterno di babordo, facendo cadere la velocità a 20 nodi. Alle 08:30 l'incrociatore accolse il viceammiraglio Shiraishi e il suo stato maggiore, che avevano abbandonato il Kumano gravemente colpito, quindi continuò a inseguire le portaerei statunitensi, bersagliandole con i pezzi da 203 mm. Alle 10:50, però, fu circondato da una trentina di apparecchi imbarcati sbucati dalle cortine di fumo artificiale, una bomba scoppiò in acqua sulla dritta, a mezzanave, e innescò i siluri nei tubi di lancio: nell'arco di dieci minuti si verificarono una serie di violente esplosioni che demolirono il ponte di poppa, misero fuori uso la sala caldaie numero 7 e danneggiarono le turbine. Il Suzuya, ingovernabile, fu affiancato dal cacciatorpediniere Okinami e alle 11:30 Shiraishi trasbordò sul Tone; alle 11:50 il capitano Teraoka ordinò di abbandonare la nave, che alle 12:00 in punto fu scossa dalla detonazione degli ultimi siluri e di altre granate. Ridotto a un relitto, il Suzuya si capovolse sulla dritta alle 13:15 e in sette minuti sprofondò a est di Punta Paninihian (11°45′N 126°11′E). Lo Okinami riuscì a trarre in salvo 402 membri dell'equipaggio, incluso Teraoka.
Il 20 dicembre 1944 il Suzuya fu depennato dai registri della Marina imperiale.